# Ludwik de Laveaux

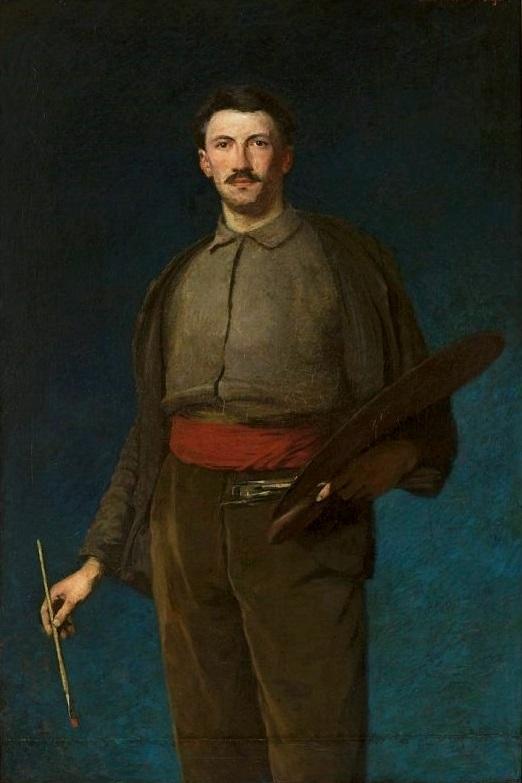
„Selbstporträt mit Palette“ (poln.: Autoportret z paletą), Öl auf Leinwand, 1892, Bestand es Nationalmuseums in Warschau

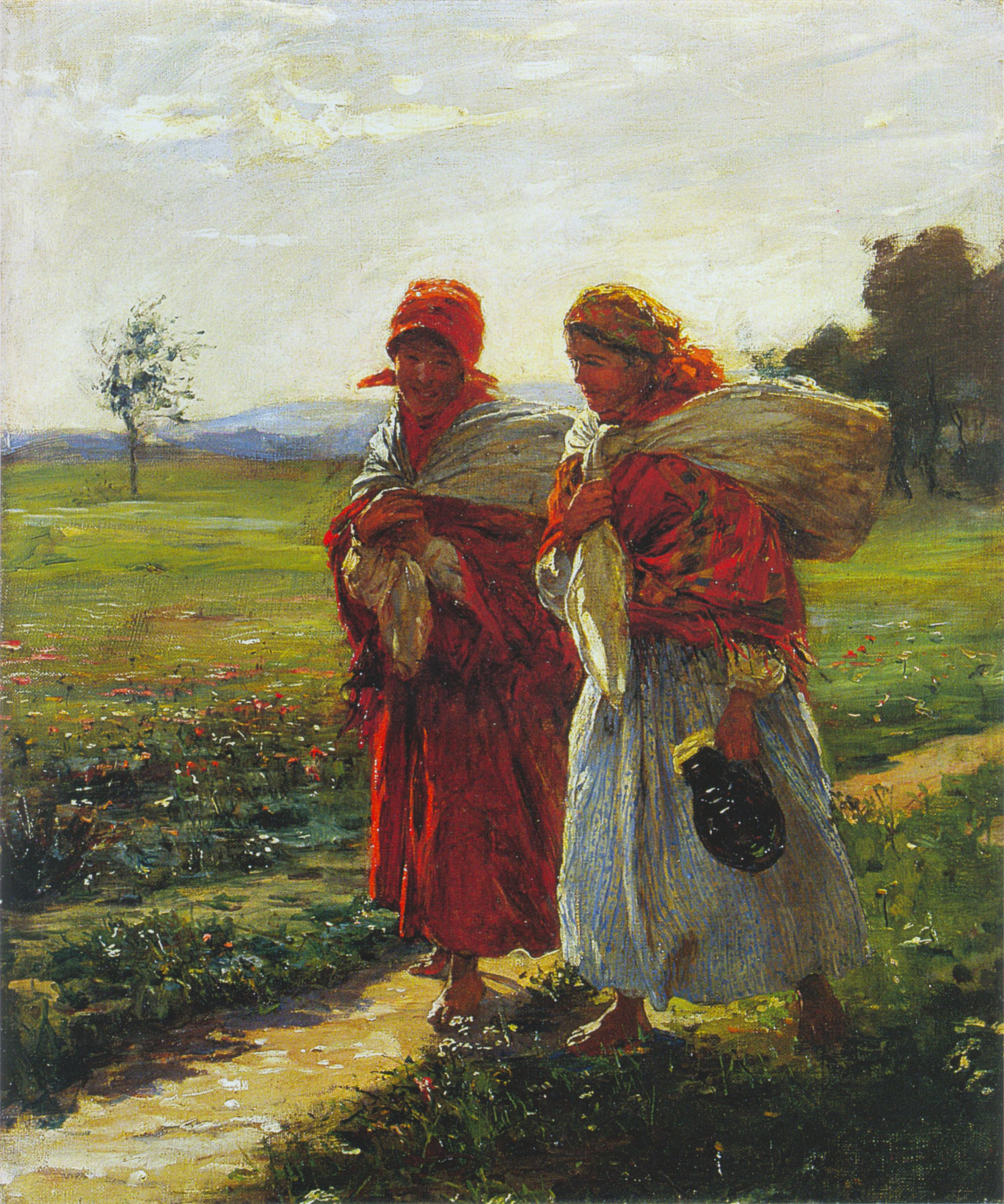
„In die Stadt - zum Markt“ (poln.: Do miasta – Na targ), 1889, Bestand der Nationalgalerie in Lemberg

Ludwik de Laveaux, eigentlich Stanisław Ludwik de Laveaux (* 9.jul. / 21. November 1868greg. in Jaronowice; † 5. April 1894 in Paris) war ein polnischer Maler, der vorwiegend in Frankreich lebte und wirkte.

## Leben
Die Vorfahren von Laveauxs Vater Lucjan waren im 18. Jahrhundert aus Lothringen nach Polen eingewandert.
Er selbst besuchte nach dem frühen Tod der Mutter eine Schule in Krakau. Anschließend studierte er von 1884 bis 1886 und dann von 1888 bis 1890 unter Jan Matejko an der Krakauer Akademie der Bildenden Künste. Dazwischen besuchte er die Münchner Akademie unter Otto Seitz. Während seines Studiums in Krakau war er regelmäßiger Gast bei Włodzimierz Tetmajer in dem damaligen Krakauer Vorort Bronowice. Auch mit Wincenty Wodzinowski und Stanisław Radziejowski war er befreundet.

### Paris
Im Jahr 1890 zog er nach Paris, wo er bis zu seinem frühen Tod lebte. Hier war er eng mit dem älteren Aleksander Gierymski befreundet. 1891 unternahm er eine Reise in die Bretagne; weitere Reisen führten ihn nach London und Oxford. Seine Bilder wurden auf den Pariser Salons sowie bei internationalen Kunstausstellungen (Wien, München, Berlin) gezeigt. Viele Werke verkaufte er nach England und die USA. Dennoch lebte er in ärmlichen Verhältnissen, die eine Tuberkulose-Erkrankung ungünstig beeinflussten. In der Blütezeit seines Schaffens starb er mit 25 Jahren. Er wurde auf dem Pariser Friedhof Cimetière de Pantin beigesetzt. Ein Großteil seiner Werke befindet sich heute in Sammlerbesitz, nur einzelne Bilder gehören den Nationalmuseen in Krakau und Warschau.
Laveaux war für seine Liebesverhältnisse bekannt, vor allem die Affäre mit Gräfin Iwona Prośnieńską aus Olkusz wurde in der Gesellschaft thematisiert. Seine Verlobte Maria Mikołajczyków wurde von Stanisław Wyspiański in dessen Theaterstück „Wesele“ beschrieben.

## Werk

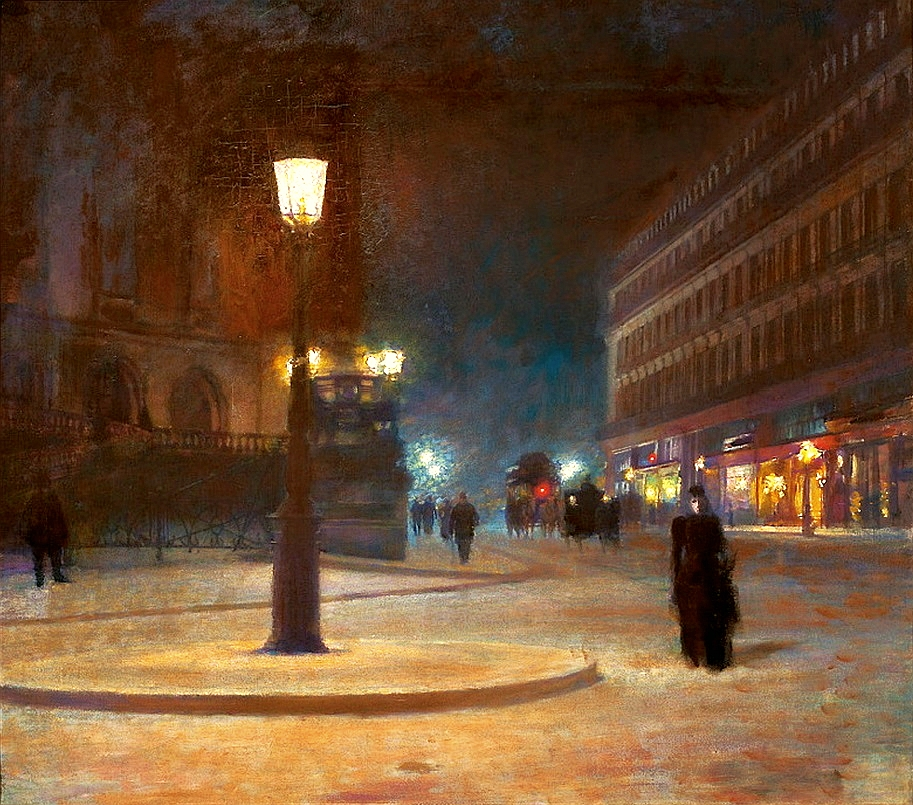
Ludwik de Laveaux: Paris, Place de l’Opéra, 1892

Vorwiegende Sujets von Laveaux waren Bäuerinnen, Dörfer, Städte und Meereslandschaften. Es existieren auch einige Gebirgslandschaften und Porträts. Er malte in Öl und Gouache und zählte zu den Künstlern der Moderne. Laveaux maß dem Licht eine große Bedeutung bei, womit er impressionistischen Interpretationen nahekam. In seinem Werk finden sich auch Einflüsse von Expressionismus und Symbolismus.